# Zabludivshiysya
Zabludivshiysya é um filme de drama cazaque de 2009 dirigido e escrito por Akan Satayev. Foi selecionado como representante do Cazaquistão à edição do Oscar 2010, organizada pela Academia de Artes e Ciências Cinematográficas.

## Elenco
- Andrey Merzlikin – homem
- Tungishbay Al-Tarazi – velho
- Aiganym Sadykova – garota
- Almagul Rulas – esposa
- Ilyas Sadyrov – filho